# Latowicz
Latowicz is een dorp in het Poolse woiwodschap Mazovië, in het district Miński. De plaats maakt deel uit van de gemeente Latowicz en telt 1510 inwoners.